# Pterodontia vix
Pterodontia vix är en tvåvingeart som beskrevs av Townsend 1895. Pterodontia vix ingår i släktet Pterodontia och familjen kulflugor. Inga underarter finns listade i Catalogue of Life.